# Paratinga (ort)
Paratinga är en ort i Brasilien.   Den ligger i kommunen Paratinga och delstaten Bahia, i den östra delen av landet, 600 km nordost om huvudstaden Brasília. Paratinga ligger 429 meter över havet och antalet invånare är 10 261.
Terrängen runt Paratinga är platt. Runt Paratinga är det glesbefolkat, med 13 invånare per kvadratkilometer.. Det finns inga andra samhällen i närheten.
Omgivningarna runt Paratinga är en mosaik av jordbruksmark och naturlig växtlighet.